# Polystoechotites piperata
Polystoechotites piperata là một loài côn trùng trong họ Polystoechotidae thuộc bộ Neuroptera. Loài này được Cockerell miêu tả năm 1908.